# Dreikampf-Weltmeisterschaft für Nationalmannschaften
Die Dreikampf-Weltmeisterschaft für Nationalmannschaften, international auch World-Team-Championships (WTC) genannt, war eine nur kurze Zeit abgehaltene Turnierserie im Karambolagebillard, die von der Saison 1988/89 bis 1994/95 in Deutschland ausgetragen wurde. Sie wurde in den Disziplinen Cadre 71/2, Einband und Dreiband gespielt.

## Spielmodus
Gespielt wurde in Teams zu je drei Spielern je Nation. „Kleineren“ Spielernationen, die zum Meldedatum nicht über die nötige Anzahl für die WM qualifizierte Spieler verfügten, wurde zugestanden im „Team Europa“ zu spielen. So geschehen bei der ersten WM 1989 als Italien, Luxemburg und Portugal zusammen antraten.
Jeder Spieler trat in je einer Disziplin an.

## Turnierstatistik
| Nr. | Jahr | Ort    | Gold                                                            | VGD    | Silber                                                           | VGD    | Bronze                                                          | VGD    |
| --- | ---- | ------ | --------------------------------------------------------------- | ------ | ---------------------------------------------------------------- | ------ | --------------------------------------------------------------- | ------ |
| 1   | 1989 | Essen  | Europa (Fonsy Grethen Antonio Oddo Jorge Theriaga )             | 106,79 | Deutschland (Wolfgang Zenkner Thomas Wildförster Günter Siebert) | 114,12 | Belgien (Willy Wesenbeek Frédéric Caudron Jozef Gijsels)        | 121,43 |
| 2   | 1990 | Essen  | Belgien (Frédéric Caudron Ludo Dielis Paul Stroobants)          | 147,27 | Niederlande (Piet Adrichem Dick Jaspers Rini van Bracht)         | 99,48  | Österreich (Stephan Horvath Franz Stenzel Christoph Pilss)      | 106,03 |
| 3   | 1991 | Essen  | Deutschland (Fabian Blondeel Wolfgang Zenkner Hans-Jürgen Kühl) | 146,33 | Belgien (Ludo Dielis Frédéric Caudron Paul Stroobants)           | 132,21 | Italien (Luigi Natale Antonio Oddo Marco Zanetti)               | 120,33 |
| 4   | 1992 | Essen  | Österreich (Stephan Horvath Franz Stenzel Christoph Pilss)      | 120,32 | Belgien (Eddy Leppens Frédéric Caudron Raymond Ceulemans)        | 105,32 | Niederlande (Piet Adrichem Jos Bongers Dick Jaspers)            | 174,30 |
| 5   | 1993 | Essen  | Deutschland (Martin Horn Fabian Blondeel Christian Rudolph)     | 175,43 | Österreich (Stephan Horvath Michael Hikl Andreas Horvath)        | 103,67 | Niederlande (Piet Adrichem Jos Bongers Jan Arnouts)             | 132,50 |
| 6   | 1994 | Essen  | Belgien (Eddy Leppens Peter de Backer Paul Stroobants)          | 132,35 | Deutschland B (Volker Baten Stefan Galla Maximo Aguirre)         | 79,73  | Deutschland A (Martin Horn Fabian Blondeel Christian Rudolph)   | 145,70 |
| 7   | 1995 | Hennef | Deutschland (Wolfgang Zenkner Martin Horn Christian Rudolph)    | 153,46 | Niederlande (Henri Tilleman Jean Paul de Bruijn John Tijssens)   | 109,83 | Österreich (Stephan Horvath Michael Hikl/ Gerhard Kostistansky) | 93,69  |

## Ewigenliste
| Medaillenränge | 1. | 2. | 3. | Σ |
| -------------- | -- | -- | -- | - |
| Deutschland    | 3  | 2  | 1  | 6 |
| Belgien        | 2  | 2  | 1  | 5 |
| Österreich     | 1  | 1  | 2  | 4 |
| Europa         | 1  | -  | -  | 1 |
| Niederlande    | -  | 2  | 2  | 4 |
| Italien        | -  | -  | 1  | 1 |